# Vobkent
Vobkent (en uzbeko: Vobkent / Вобкент; en ruso: Вабкент) es una localidad de Uzbekistán, en la provincia de Bujará. Es conocida por un alminar construido entre 1196 y 1198, durante el reinado de Ala ad-Din Tekish.
Se encuentra a una altitud de 239 m sobre el nivel del mar. 
Dispone de industria textil y volatería.

## Demografía
Según estimación 2010 contaba con una población de 18 006 habitantes.